# Casa Štorch
La casa Štorch (in ceco Štorchův dům) di Praga è situata nella piazza della Città Vecchia della città. L'edificio costruito basandosi sull'architettura rinascimentale è decorato da un dipinto della fine del XIX secolo che ritrae San Venceslao a cavallo (opera di Mikoláš Aleš).